# 올림픽 바레인 선수단
올림픽 바레인 선수단은 바레인 대표로 올림픽에 참가하는 선수단이다. 바레인은 하계 올림픽에 10회 출전했다. 동계올림픽에 출전한 적은 없다.
모든 바레인 올림픽 메달은 귀화한 아프리카 장거리 주자들이 획득했다. 2012년 런던 하계 올림픽에서 전 에티오피아 출신 마리암 유수프 자말(Maryam Yusuf Jamal)이 여자 1500m 달리기에서 동메달을 획득하면서 바레인 최초의 시상대에 올랐다. IOC는 여자 1500m 종목에서 금메달과 은메달리스트 아슬리 차크르 알프테킨(Aslı Çakır Alptekin)과 감제 불루트(Gamze Bulut)의 실격으로 인해 메달을 재할당했고, 동메달리스트 자말이 금메달을 획득했다. 4년 후인 2016년 리우 올림픽에서는 두 명의 케냐 여성이 바레인 최초의 금메달과 은메달을 획득했다. 루스 제베트는 3000m 장애물 경주에서, 유니스 키르와는 마라톤에서 우승했다. 2008년 베이징 하계 올림픽에서 모로코 출신의 라시드 람지(Rashid Ramzi)는 원래 육상 남자 1,500m에서 금메달을 받았지만 나중에 도핑 위반으로 인해 박탈당했다.

## 종목별 메달 집계
| 경기 | 금 | 은 | 동 | 합계 | 순위 |
| ---- | -- | -- | -- | ---- | ---- |
| 육상 | 1  | 1  | 1  | 3    | 57   |
| 합계 | 1  | 1  | 1  | 3    | 94   |

## 메달리스트 목록
| 메달   | 선수               | 대회                  | 종목 | 세부종목              |
| ------ | ------------------ | --------------------- | ---- | --------------------- |
| 금메달 | 마리암 유수프 자말 | 2012년 런던           | 육상 | 여자 1500m            |
| 금메달 | 루트 제베트        | 2016년 리우데자네이루 | 육상 | 여자 3000m 장애물경주 |
| 은메달 | 에우니세 키르와    | 2016년 리우데자네이루 | 육상 | 여자 마라톤           |